# Rivolta georgiana di Texel

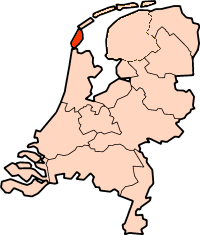
L'isola di Texel

La rivolta georgiana di Texel (4 aprile - 20 maggio 1945) è stata un'insurrezione di un battaglione di soldati sovietici della Georgia avvenuta a Texel contro l'occupazione tedesca dell'isola olandese durante la seconda guerra mondiale. Viene spesso descritta come "l'ultimo campo di battaglia d'Europa".

## Contesto
L'isola era divenuta un perno del Vallo Atlantico e fu massicciamente fortificata. I georgiani erano soldati provenienti dalla Repubblica Socialista Sovietica Georgiana, catturati sul fronte orientale che venivano re-impiegati come truppe ausiliarie dai tedeschi (erano infatti ex-prigionieri di guerra che avevano preferito passare dall'altra parte piuttosto che morire di fame nei campi di prigionia) contro un'eventuale invasione alleata. I georgiani erano alloggiati in un campo apposito sull'isola.

## La battaglia
La notte fra il 4 e il 5 aprile 1945, quando uno sbarco alleato sembrava imminente, i georgiani insorsero contro i tedeschi e presero il controllo dell'isola per un breve periodo (circa 400 tedeschi persero la vita quella notte), ma non riuscirono a catturare le batterie navali a nord e a sud dell'isola. Quindi non furono in grado di fermare le truppe di rinforzo tedesche. I tedeschi lanciarono una controffensiva supportata da mezzi corazzati provenienti dalla terraferma e ripresero l'isola dopo settimane di intensi combattimenti.
Nel corso della "guerra russa" (come è conosciuta a Texel) perirono circa 800 tedeschi, 500 georgiani e 120 abitanti del posto. La distruzione fu molto vasta, dozzine di fattorie furono bruciate. L'inutile massacro durò anche oltre la capitolazione tedesca nei Paesi Bassi e Danimarca, il 5 maggio 1945, e la resa definitiva, l'8 maggio. Solo il 20 maggio 1945 le truppe Canadesi pacificarono l'isola.
I georgiani caduti riposano in un cimitero commemorativo a Hogeberg vicino a Oudeschild. I sopravvissuti non fecero una bella fine: in base agli accordi della conferenza di Jalta, furono rimpatriati forzatamente dagli alleati dai campi di prigionia tedeschi. Stalin considerava i prigionieri di guerra catturati dai tedeschi o a loro arresisi come traditori perché non avevano lottato fino alla morte; così gran parte dei due milioni di prigionieri che furono rimpatriati dagli alleati alla fine della guerra furono internati al loro ritorno.
Un'esposizione permanente sull'evento è ospitata nel Museo Aeronautico, all'aeroporto dell'isola.

## Controversie sul numero di caduti
Le truppe canadesi sbarcarono a Texel senza incontrare resistenza il 20 maggio 1945, di fatto liberando l'isola. In circa due giorni i canadesi disarmarono 1535 tedeschi. In seguito giunsero a Texel anche le forze sovietiche dello SMERŠ, le quali presero in custodia i 228 georgiani ancora vivi. Un rapporto canadese preparato per il comandante dello SMERŠ riportava che le perdite ammontavano a 470 georgiani e 2347 tedeschi a Texel.
Nel 1949 la commissione tedesca sulle tombe di guerra fece riesumare, a Texel, 812 corpi (che includevano gli oltre 400 di coloro che erano stati uccisi dai georgiani nel sonno) per una nuova sepoltura nel Deutsche Kriegsgräberstätte Ysselsteyn. I numeri illustrati dalla lista del distretto di Texel erano: "565 georgiani, 120 abitanti di Texel e circa 800 tedeschi uccisi" seguito da "altre fonti... parlano di più di 2000 tedeschi uccisi". Le "altre fonti" citate sono da riferirsi al rapporto canadese diretto allo SMERŠ che aveva incluso nel termine "perdite" i 1535 tedeschi disarmati, sommandoli così agli 812 uccisi.